# Madonna di palazzo Medici-Riccardi
La Madonna di palazzo Medici-Riccardi è un'opera, tempera su tavola (115x71 cm), di Filippo Lippi, databile all'ultima fase artistica del pittore, cioè al 1466-1469 circa, ed è conservata, appunto, a palazzo Medici-Riccardi a Firenze. Sul retro della tavola si trovano lo schizzo di una testa maschile (San Girolamo?) e studi più piccoli di un tabernacolo e occhi.

## Storia
L'opera, forse proveniente da Santa Maria Nuova, venne rinvenuta da Giuseppe Poggi nel 1907 all'interno dell'ospedale psichiatrico nella villa di Castelpulci a Firenze, all'epoca dipendente da Santa Maria Nuova. Lui la ricondusse a una possibile provenienza dalla villa di Castelpulci, già appartenuta ai Riccardi, famiglia che nel 1655 aveva acquistato palazzo Medici. L'ipotesi tradizionale è che la Madonna facesse originariamente parte del corredo del palazzo e che poi avesse seguito le vicende dei Riccardi (Pittaluga, 1949). Per questo, dopo essere entrata nel patrimonio pubblico, venne destinata a palazzo Medici, dove si trova oggi esposta nella Sala del Trionfo delle Arti al primo piano, vicino alla galleria di Luca Giordano.
Nel 2001 è stata restaurata dall'Opificio delle Pietre Dure.

## Descrizione e stile

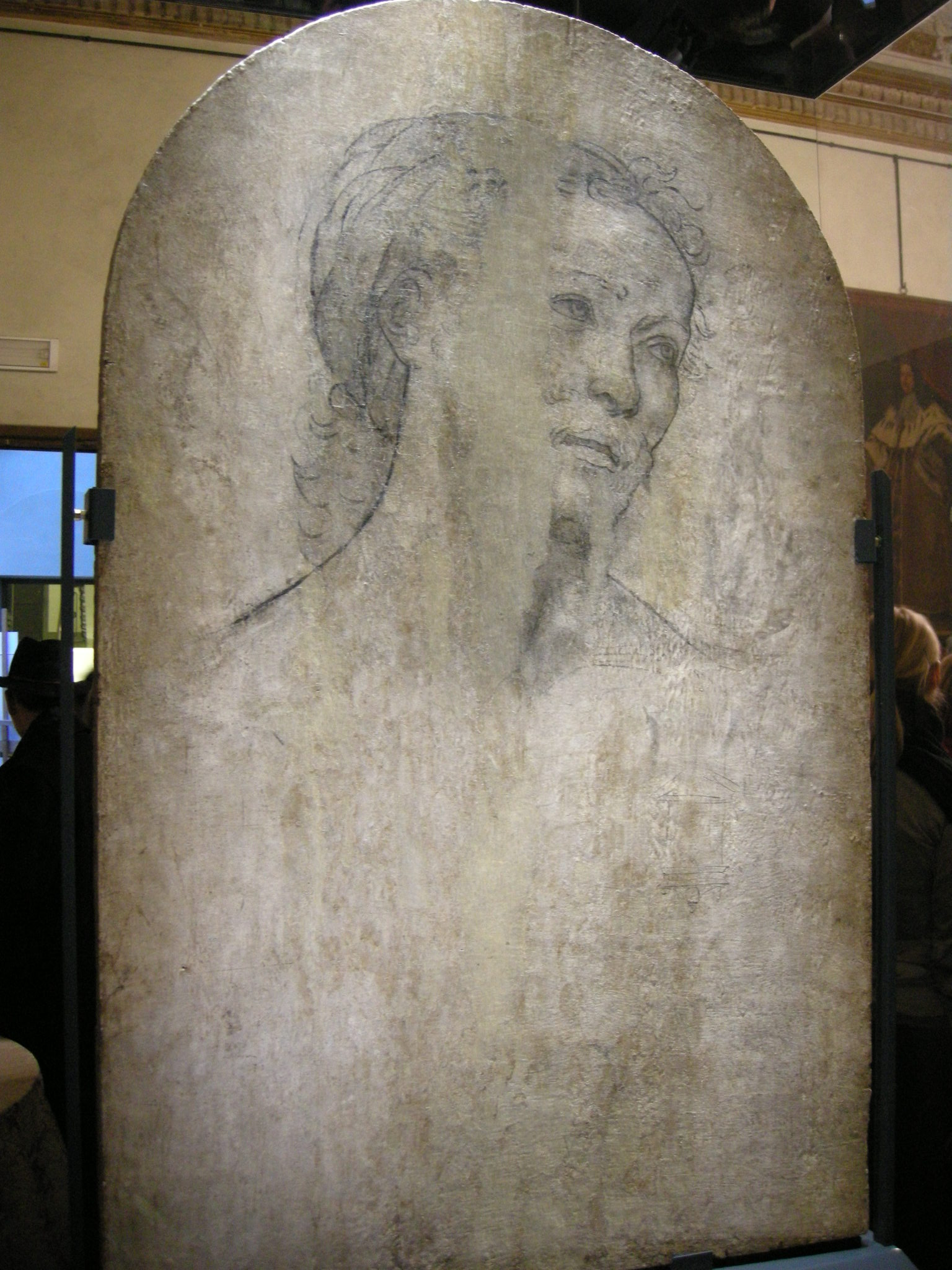
Il retro

Iconograficamente la Madonna di palazzo Medici-Riccardi si rifà a modelli già ampiamente sperimentati nella carriera dal Lippi (già almeno dal 1436), con la Madonna a mezzo busto entro una nicchia con semicupoletta a valva di conchiglia, mentre tiene il Bambino in braccio, in questo caso in piedi su una balaustra marmorea antistante. Lo stile però rimanda ad opere tarde, vicine agli affreschi del Duomo di Spoleto, per questo viene in genere identificata come una delle ultime opere su tavola di mano del pittore.
Le dimensioni ne fanno la più grande Madonna del Lippi dipinta a mezzo busto. La preziosità degli effetti di luce, l'eleganza delle linee di contorno e la bellezza formale dei soggetti ne fecero un'opera molto ammirata e copiata in passato, in particolare riguardo alla composizione del Bambino in piedi su una balaustra e dei volti teneramente accostati della madre e il figlio.